# Nicágoras (filósofo)
Nicágoras (em latim: Nicagoras) foi um ateniense do século IV, filho de Minuciano, neto de Nicágoras e talvez sogro do sofista Himério. Porta-tocha dos mistérios de Elêusis, visitou Tebas, no Egito sob Constantino (r. 306–337) (em 326), possivelmente em missão oficial como atestado numa inscrição (CIG 4770) da cidade. Ele cita Platão na inscrição, o que talvez indica que foi um filósofo neoplatônico em Atenas.